# Off (computerspel)
Off, gestileerd als OFF, is een computerrollenspel ontwikkeld en uitgegeven door de Belgische groep Unproductive Fun Time in 2008. De groep bestaat uit Alias Conrad Coldwood en de Brusselse cartoonist Martin Georis, ook bekend onder zijn pseudoniem Mortis Ghost.
Het spel verzamelde een cult-aanhang wegens het verhaal, personages en atmosfeer, vooral nadat een onofficiële Engels vertaling uit 2011 gemaakt door een groep fans werd goedgekeurd door Unproductive Fun Time. Een remastering van het spel, ontwikkeld door Fangamer, werd uitgebracht op 15 augustus 2025.

## Gameplay
Off speelt als een gewone computerrollenspel, maar in plaats van de klassieke elementen, zoals water of vuur, maakt het spel gebruik van ongewone elementen: rook, metaal, plastic, vlees en suiker.
Er zijn vier zones genummerd van 0 tot 3, samen met een vijfde zone: de kamer. Zone 0 is een tutorialruimte en de kamer is waar het laatste deel van het spel zich afspeelt.
Er bevinden zich veel puzzels in het spel, zoals wachtwoorden zoeken, ontbrekende boekpagina's opsporen of kamers waarbij spelers meerdere keren dezelfde ruimte in de juiste volgorde moeten doorlopen om te kunnen ontsnappen.

## Verhaal
De speler, naar wie rechtstreeks wordt verwezen, bestuurd een man in een honkbaluniform met de naam The Batter in het Engels of du Batteur in het Frans. Hij heeft een missie om "de wereld te zuiveren." Nadat hij geholpen wordt door een pratende kat, reist hij doorheen de zones en verslaat verschillende vijanden om elke zone te zuiveren. Om een zone te kunnen zuiveren moet de speler de bewaker verslaan van die zone. Nadat een zone is gezuiverd, is er telkens een scène van een ziek kind met de naam Hugo.

## Ontwikkeling
Off werd ontwikkeld door Georis in de engine RPG Maker 2003. Hij noemt Killer7, Silent Hill 2, Final Fantasy en Myst als inspiratiebronnen voor het spel. Georis beschreef de ontwikkeling van Off als zeer spontaan en zag het spel als een klein project waaraan hij kon werken in zijn vrijetijd, terwijl hij zich vooral focuste op zijn carrière als stripboekauteur. Nadat hij een demo uitbracht op een internetforum en een goed ontvangst van spelers kreeg, besloot hij de volledige versie uit te brengen in 2008. Een Engelse vertaling was ontwikkeld door fans en de eerste versie werd uitgebracht op 8 september 2011.
Een remastering werd aangekondigde door Fangamer in 2025 voor Microsoft Windows en Nintendo Switch. De oorspronkelijke componist van Off, Alias Conrad Coldwood, is niet betrokken bij de ontwikkeling van de remastering. Hoewel de uitgever aanbood om Coldwoods muziek te hergebruiken, weigerde Coldwood omdat hij nerveus was voor het ondertekenen.

## Ontvangst
Off kreeg prees voor zijn verhaal, personages en atmsofeer. Heidi Kemps schreef in PC Gamer dat het spel een "memorabel RPG" is. Adam Smith van Rock, Paper, Shotgun vergeleek het spel met Space Funeral. Al wordt Off vaak vergeleken met de Mother-serie, zijn de gelijkenissen volgens Georis toevallig, hij had de serie pas gespeeld na de ontwikkeling van zijn spel.
Toby Fox, de ontwikkelaar van het spel Undertale, noemt Off als een van zijn inspiratiebronnen.